# Niko Stratis
Niko Stratis est une autrice et éditrice canadienne, co-fondatrice de la maison d'édition Girl Dad Press spécialisée en littérature transgenre.

## Biographie
Niko Stratis grandit dans le Yukon, à Whitehorse. Elle est victime de violence homophobe puis transphobe pendant une longue partie de son adolescence. Elle déménage ensuite à Toronto, où elle s'installe durablement.
Elle publie une série d'essais personnels sur le rapport entre sa transidentité et l'émission Jackass pour le magazine Bitch. Quand elle souhaite écrire un livre, les maisons d'éditions lui réclament les mémoires de sa transition de genre, un classique de la littérature trans ; elle souhaite cependant sortir de ces codes classiques et refuse.

### 2 Trans 2 Furiouset Girl Dad Press
En 2023, avec Tuck Woodstock, elle publie l'anthologie 2 Trans 2 Furious. L'idée vient du fait qu'un groupe de personnalités transgenres influentes, dont Gretchen Felker-Martin, postent activement sur Twitter au sujet de la sortie imminente de Fast and Furious 10 : Tuck Woodstock propose à Niko Stratis de publier un zine d'une vingtaine de pages. Lorsque le duo publie son appel à contributions, soixante essais leur parviennent : ils en gardent une quarantaine pour un livre de 160 pages. Le duo monte une maison de micro-édition, Girl Dad Press, pour produire cet ouvrage ; LittlePuss Press leur donne beaucoup de conseils et ils bénéficient d'un partenariat commercial avec AK Press, Metonymy et Literary Disco pour la distribution papier en Amérique du Nord,.
Le livre atteint les 2 000 exemplaires vendus et remporte le 36e prix Lambda Literary dans la catégorie Anthologie LGBTQ+,. Niko Stratis ne se rend pas à la cérémonie, convaincue que le livre n'a aucune chance, et Tuck Woodstock fait le discours d'acceptation du prix seul sur scène.
En juillet 2024, Niko Stratis et Tuck Woodstock ouvrent la maison d'édition Girl Dad Press pour soutenir la littérature trans qui s'adresse à un public transgenre, estimant que l'essentiel de la littérature trans publiée sert à éduquer les personnes cisgenres et que les maisons d'édition du Big Five ne laissent pas de place aux histoires sortant des codes littéraires classiques,.

### The Dad Rock That Made Me a Woman
En juin 2025, elle publie un recueil d'essais autobiographiques, The Dad Rock That Made Me a Woman, chez University of Texas Press,. Le livre parle de sa transition de genre, de son travail et de la mort, entre autres sujets, et a pour fil conducteur les nombreux groupes de « rock à la papa » qui l'ont influencée au cours de sa vie,,. La transition de genre n'arrive que tard dans le livre, comme Niko Stratis a effectué sa transition après l'âge de 25 ans et que le livre retrace aussi son adolescence,.
Après la publication du livre, elle fait une tournée aux États-Unis. Elle publie sur Instagram en affirmant sa volonté de faire cette visite aux États-Unis malgré le recul des droits des personnes transgenres dans le pays et sa propre peur d'être mise en danger. Cette publication suit l'annulation de la tournée de Bells Larsen dont le visa est refusé en raison du marqueur de genre sur son passeport ne correspondant pas aux nouveaux critères du gouvernement américain.